# 1763
- Wikisource

| Calendário gregoriano                                                        | 1763 MDCCLXIII                       |
| Ab urbe condita                                                              | 2516                                 |
| Calendário arménio                                                           | 1212 – 1213                          |
| Calendário bahá'í                                                            | -81 – -80                            |
| Calendário budista                                                           | 2307                                 |
| Calendário chinês                                                            | 4459 – 4460 Início a 13 de fevereiro |
| Calendário copta                                                             | 1479 – 1480                          |
| Calendário etíope                                                            | 1755 – 1756                          |
| Calendários hindus - Vikram Samvat - Calendário nacional indiano - Cáli Iuga | 1818 – 1819 1684 – 1685 4863 – 4864  |
| Calendário Holoceno                                                          | 11763                                |
| Calendário islâmico                                                          | 1177 – 1178                          |
| Calendário judaico                                                           | 5523 – 5524                          |
| Calendário persa                                                             | 1141 – 1142                          |
| Calendário rúnico                                                            | 2013                                 |
| Calendário solar tailandês                                                   | 2306                                 |

1763 (MDCCLXIII, na numeração romana)  foi um ano comum do século XVIII do actual Calendário Gregoriano, da Era de Cristo, e a sua letra dominical foi B (52 semanas), teve início a um sábado e terminou também a um sábado.
| Ano completo                   |
| ------------------------------ |
| Ano comum com início ao sábado |

## Eventos
- Final da Guerra dos Sete Anos.
- Jean-Jacques Rousseau, na sua obra Cartas da Montanha, ataca a Constituição e o Conselho de Genebra por este condenar a sua obra Emílio.
- Inicia-se uma grave crise económica em Portugal, que se prolonga até 1770.
- Ribeiro Sanches publica em Paris o Método para Aprender a Estudar Medicina.
- James Hargreaves inventa a máquina de fiar vários fios em simultâneo.

### Janeiro
- 1 de Janeiro
  - O Brasil é elevado a vice-reino, sendo a capital transferida de Salvador da Bahia para o Rio de Janeiro.
  - Os governadores-gerais do então Estado do Brasil passaram a ostentar ininterruptamente o título de "vice-rei", o qual já tinha sido anteriormente atribuído, mas apenas de forma pontual e sem continuidade.

### Fevereiro
- 10 de fevereiro - O Tratado de Paris entre a Inglaterra e a Espanha põe fim à Guerra dos Sete Anos.
- 15 de fevereiro - O Tratado de Hubertusburgo entre a Prússia e a Áustria termina a Guerra dos Sete Anos. A Áustria devolve o condado de Glatz e a Silésia à Prússia e esta, por sua vez, abandona a Saxónia.

### Agosto
- 20 de agosto - Primeira edição das festividades em honra de Nossa Senhora da Agonia em Viana do Castelo
- 31 de agosto - A capital do Vice-Reino do Brasil é transferida da cidade de Salvador para a do Rio de Janeiro.

### Outubro
- 24 de outubro - Um edital manda demolir todas as barracas de madeira e de pano, levantadas em Lisboa após o terramoto de 1755.
- 3 de outubro - Morre Augusto III, rei da Polónia.

## Nascimentos
- 26 de janeiro - Carlos XIV João da Suécia, rei da Suécia e Noruega de 1818 a 1844 (m. 1844)
- 13 de junho - José Bonifácio de Andrada e Silva, estadista brasileiro (m. 1838).

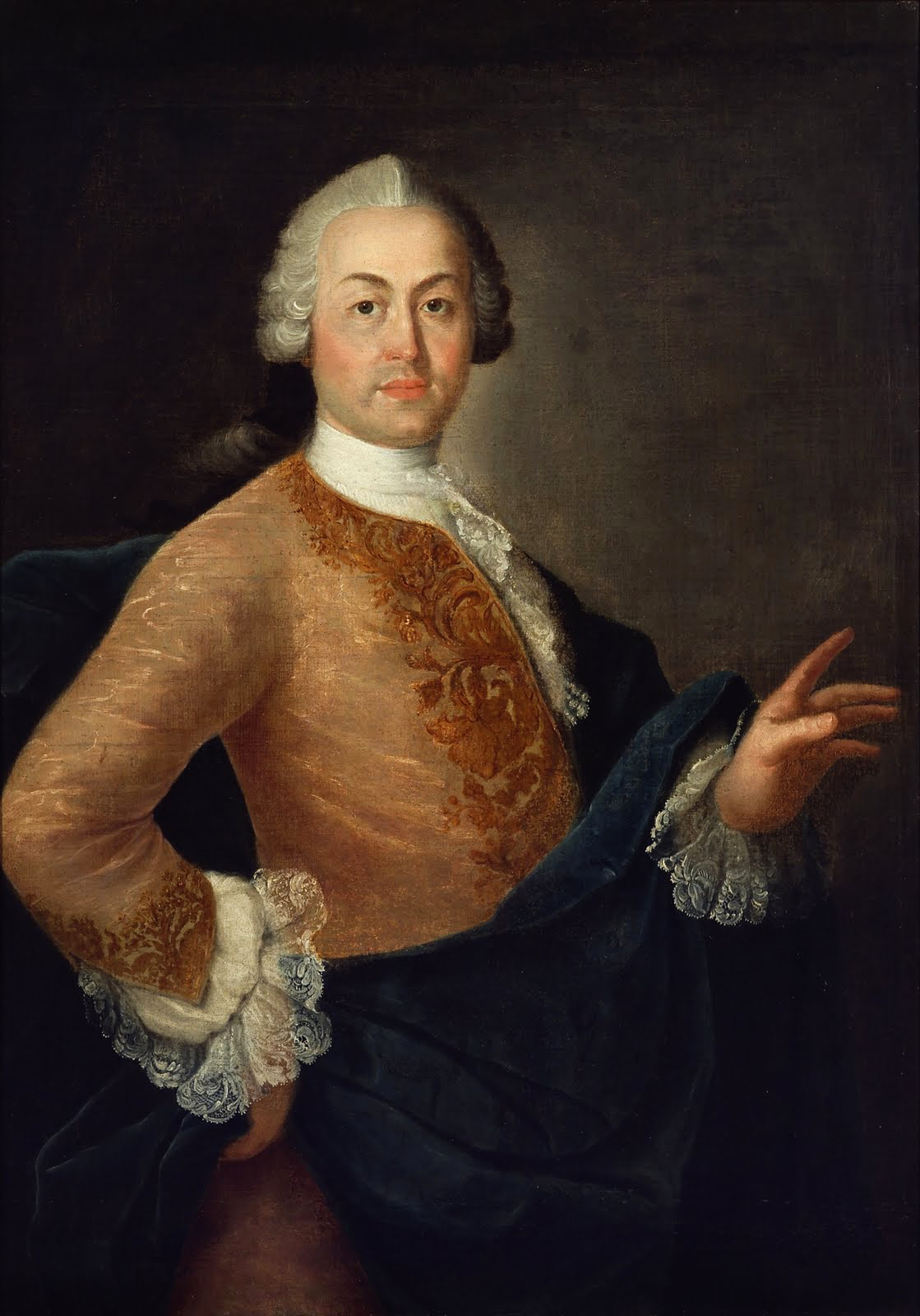
Carlos Mardel 1696-1763.

## Mortes
- 1 de janeiro - Gomes Freire de Andrade, 1.º Conde de Bobadela
- setembro - Carlos Mardel, engenheiro e arquitecto húngaro, trabalhou em Portugal, na reconstrução de Lisboa, após o Terramoto de 1755, juntamente com Eugénio dos Santos.
- 3 de outubro - Rei Augusto III da Polónia.

## Por tema
- 1763 no Brasil
- 1763 na ciência
- 1763 na literatura